# Le Lit de Lola
Le Lit de Lola est une chanson de Marie Laforêt. Elle est initialement parue en 1968 sur l'EP Marie Laforêt vol. XV (aussi appelé Le Lit de Lola).

## Développement et composition
La chanson a été écrite par André Popp et Eddy Marnay.

## Listes des pistes
EP 7" 45 tours Marie Laforêt vol. XV (1968, Festival FX 1563, France)
A1. Le Lit de Lola (2:48)
A2. Qu'y a-t-il de changé ? (2:09)
B1. Et si je t'aime (2:12)
B2. À la gare de Manhattan (2:46),,
EP 7" 45 tours Les Vendanges de l'amour / Viens sur la montagne / Le Lit de Lola / Katy cruelle (Musidisc VI 330, France)
A1. Les Vendanges de l'amour (2:25)
A2. Le Lit de Lola (2:43)
B1. Viens sur la montagne (Tell It on the Mountain) (2:20)
B2. Katy cruelle
Single 7" 45 tours (1968, Select S-7118, Canada)
1. Le Lit de Lola (2:43)
2. Qu'y a-t-il de changé (2:05)[5]

## Classements
Le Lit de Lola / Qu'y a-t-il de changé / Et si je t'aime,,
| Classement (1968)                       | Meilleure position |
| --------------------------------------- | ------------------ |
| Belgique (Wallonie Ultratop 50 Singles) | 47                 |